# Silk Sonic Intro
"Silk Sonic Intro" é uma faixa recordada pela banda americana Silk Sonic. Foi lançada em 5 de março de 2021, junto com a faixa "Leave the Door Open" e fará parte do álbum de estreia da banda, An Evening with Silk Sonic". A música também apresenta uma introdução falada pela lenda do funk Bootsy Collins que é creditado na capa do álbum como um "convidado especial".

## Recepção da Crítica
Gonçalo Correia em avaliação para o Portal Observador, disse que "a intro com o som de bater de palmas, o tom meio festivo meio épico, é usada como celebração, como injeção festiva num mundo sorumbático e tristonho".

## Faixas e formatos
| Download Digital |                    |         |  |
| N.º              | Título             | Duração |  |
| 1.               | "Silk Sonic Intro" | 1:03    |  |

## Histórico de lançamento
| País  | Data               | Formato                     | Gravadora           |
| ----- | ------------------ | --------------------------- | ------------------- |
| Mundo | 5 de Março de 2021 | Download digital, streaming | Aftermath, Atlantic |